# Erich von Götha
Pour les articles homonymes, voir Erich.
Erich von Götha ou Erich von Götha de la Rosière (nom de plume de Robin Ray, né le 8 novembre 1924 à Wimbledon) est un scénariste et dessinateur britannique de bandes dessinées, connu avant tout pour son travail sur Les Malheurs de Janice et Mémoires de Fanny Hill, femme de plaisir adaptés en bande dessinée.

## Publications
- Les Malheurs de Janice, Tome 1 à Tome 4 (1985-2002) (I.P.M., International Presse Magazine) avec Bernard Joubert
- Conte à rebours, 1987 (Yes Company)
- Crimes et délits, 1988 (Yes Company)
- Les Carnets secrets de Janice (art book) (La Musardine)[2]
- Prison très spéciale 1991 (éditeur CAP/Bédé X)
- Le Sentiment de la famille, Pierre Louÿs, Erich Von Götha, 1996 (éditions Astarté)
- Twenty, T1 & T2, 1999 (I.P.M.)
- Curiosités perverses de Sophie
- Le Rêve de Cécile, 1998 (I.P.M.)
- Fanny Hill 1 & 2 (John Cleland "scénario", Erich von Götha illustration) (Erotic Print Society)
- Sweat, Tears & Reflexions (art book) 2001 (Mondo Bizzarro Gallery)
- Journal De Sartine, 2007 (Editions Astarté)